# سکالیتسه و تشسکه لیپی
سکالیتسه و تشسکه لیپی (به لاتین: Skalice u České Lípy) یک منطقهٔ مسکونی در جمهوری چک است که در ناحیه تشسکا لیپا واقع شده‌است.